# أسفلت (سلسلة)
أسفلت هي سلسلة العاب سباقات تطورها وتنشرها شركة جيم لوفت.

## التاريخ
أول لعبة في هذه السلسلة هي  أسفلت: مدينة الجي تي، والتي اطلقت على منصة الألعاب نينتندو دي إس ومنصة إن-جايج بتاريخ 21 نوفيمبر 2004، مع إصدار آخر بسيط للعبة على أجهزة الموبايل العاملة بنظام جافا بتاريخ 2 ديسمبر من نفس العام.
أما أسفلت 4 : سباق النخبة هي أول لعبة من السلسلة التي تعمل على نظام آي أو إس، اما لعبة أسفلت 6: ادرينالين هي اللعبة الوحيدة من السلسلة التي تعمل على نظام او إس اكس وباقي الاصدارات الأخرى كانت حصرية لأجهزة الكومبيوتر العاملة بنظام مايكروسوفت ويندوز، وكانت لعبة  أسفلت 7: اللهيب هي أول لعبة صدرت على متجر الويندوز.
أسفلت 8: القيادة الهوائية, هي الإصدار الثامن، أصدرت في عام 2013 على كل من الأنظمة التالية بالتزامن - أو إس اكس، أندرويد، ويندوز، ويندوز فون، بلاك بيري، وتصنف اللعبة حاليا على أنها أفضل لعبة في متجر أي أو اس، ومتجر الأندرويد.

## الألعاب

### أسفلت: مدينة الجي تي
أسفلت: مدينة الجي تي (بالإنجليزية: Asphalt: Urban GT) هي أول إصدارات اللعبة وتعمل على أنظمة (نينتندو دي إس، إن-جايج، جافا).

### أسفلت: مدينة الجي تي 2
أسفلت: مدينة الجي تي الجزء الثاني (بالإنجليزية: Asphalt: Urban GT 2) ثاني إصدارات اللعبة وتعمل على أنظمة (نينتندو دي إس، إن-جايج، بلاي ستيشن بورتبل، سيمبيان، جافا).

### أسفلت 3: قواعد الشارع
(ويندوز موبايل، سيمبيان، جافا، أندرويد).

### أسفلت 4: سباق النخبة
أسفلت 4 : سباق النخبة أو Asphalt 4: Elite Racing هي لعبة سباق تم نشرها وتطويرها بواسطة غيم لوفت. تم إصداره على نظام آي أو إس وآي بود في 28 أغسطس 2008 ؛ إن-غيج في 20 يناير 2009 ؛ الهواتف المحمولة في منتصف يوليو 2008 ؛ ودي أس آي واير في 6 يوليو 2009. تمثل هذه اللعبة أول لعبة في سلسلة أسفلت يتم إصدارها لنظام آي أو إس. تم إيقاف اللعبة لاحقًا، في عام 2014، بعد إزالة أسفلت 5 من متجر التطبيقات.

### أسفلت 5
أسفلت 5 (بالإنجليزية: Asphalt 5) وهي خامس إصدارات اللعبة أطلقت لأول مرة على أجهزة آي أو إس عام 2009، ثم إلى أندرويد في أبريل 2010، بعدها إلى ويندوز فون 7 في منصف عام 2012، وصولاً إلى نظامي تشغيل سيمبيان وبادا في أواخر عام 2012، وكان من المقرر اطلاق نسخة مخصصة لأجهزة بلاي ستيشن بورتبل لكن تم إلغائها.
أما لعبة إسفلت 5 HD وصلت فقط إلى متجري آب ستور وجوجل بلاي في الأول من أبريل عام 2010.

### أسفلت 6: أدرينالين
أسفلت 6: أدرينالين (بالإنجليزية: Asphalt 6 Adrenaline) سادس إصدارات اللعبة وتعمل على نظامي أندرويد، آي أو إس.

### أسفلت 3D
(نينتندو 3دي إس).

### أسفلت: الاحتقان
(بلاي ستيشن فيتا).

### أسفلت 7: اللهيب
(أندرويد، آي أو إس، بلاك بيري 10، ويندوز فون 8، ويندوز 8).

### أسفلت: القيادة المجنونة
(أندرويد، آي أو إس، ويندوز فون 8، ويندوز 8).

### أسفلت نيترو
(أندرويد، آي أو إس).

### أسفلت 8: القيادة الهوائية
(أندرويد، آي أو إس.)

## روابط خارجية
Asphalt Overdrive reviewed on Android Apps Zone
Asphalt 8: Airborne reviewed on Android Apps Zone